# Stellar Overload
Stellar Overload, connu initialement sous le titre Planets³, était un jeu vidéo indépendant de type bac à sable et jeu de rôle avec un rendu de type voxel. Il était développé par Cubical Drift, fondé par Michel Thomazeau, et ses deux principaux développeurs Fabien Perrot et Guillaume Grodwohl.
Le jeu est officialisé avec l’arrivée du projet sur la plateforme de financement participatif Kickstarter le 6 mars 2014 et a réussi à atteindre son objectif de financement le 4 avril 2014. Le jeu est prévu tout d'abord pour Windows et devait être suivi d'une version Mac et Linux.
Le jeu est officiellement annulé le 15 novembre 2018.

## Histoire
L'intrigue du jeu se trouve sur une planète nommée Merx, planète paisible... ou presque... Car les robots de l'imperium machina veulent envahir le monde. Le frère du joueur, nommé Xander, est parti s'engager comme rebelle pour aller se battre aux côtés de ses confrères contre les robots. Le joueur devra alors s'équiper et aller retrouver son frère disparu. Pour cela, plusieurs personnages du village dans lequel se trouve le joueur lui fourniront de quoi se défendre et récolter des ressources.

### Synopsis
Des extraterrestres se seraient écrasés sur la planète quelques années auparavant. Des doutes subsistent sur les circonstances de l'évènement.

### Les mondes
Chaque monde est constitué de 32 000 000 000 000 blocs de 25 cm3. Il est possible de voyager entre ces mondes en utilisant des vaisseaux qu'il est possible d'obtenir soit par la création de ces derniers, soit par un PNJ.

## Système de jeu
Le jeu s'est inspiré de Minecraft pour la génération des mondes. Cependant, plusieurs différences notables existent, dont la principale est celle-ci : Stellar Overload comporte des mondes cubiques, dont la gestion de la gravité est gérée selon un système "pyramidal". Ils sont constitués de blocs de différentes matières comme du bois, des métaux, de la terre, du sable, de la matière extra-terrestre, etc. Les blocs sont plus poussés par le fait qu'il en existe plusieurs formes. Il existe 6 dérivés de blocs de formes « cubiques ».
Il y a deux parties vraiment importantes dans le jeu. Tout d'abord l'aspect construction avec la possibilité de détruire et poser des blocs, et la possibilité de créer ses propres véhicules et vaisseaux, mais également l'aspect jeu de rôle qui est important car il existe une histoire principale et des quêtes annexes.
De plus, un système de progression des talents continu était prévu : plus on effectue une certaine action, plus le talent lié à cette action augmente. Ce système est directement emprunté à nombre de jeux de rôle, parmi lesquels on peut citer la série The Elder Scrolls.
Il est à noter que dans le premier opus du jeu, intitulé Stellar Overload: Race to Space, il est impossible de visiter d'autres systèmes solaires que celui de départ. Cela aurait cependant dû être le cas dans le deuxième opus, Stellar Overload: Space Enemies.

## Développement

Logo de Planets³

Planets³, devenu par la suite Stellar Overload, est officialisé avec l’arrivée du projet sur la plateforme de financement participatif Kickstarter le 6 mars 2014 et a réussi à atteindre son objectif de financement le 4 avril 2014,.
Le jeu réussit son financement via Kickstarter, le projet a atteint la somme de 310 708 dollars avec près de 10,357 "Backers".
Le projet Stellar Overload a réussi à se faire connaitre grâce à divers sites comme Jeuxvideo.com,, Minecraft-france, et jeuxonline.info.
Tout d'abord sortent les versions alpha et bêta réservées aux personnes ayant réservé le jeu, la première disponible en automne 2014. Il était prévu que le jeu porte le nom de Stellar Overload: Race to Space une fois devenu plus abouti. Plus tard, la seconde partie du jeu devait se nommer Stellar Overload: Space Enemies. Cette partie devait posséder un univers infini et aurait été la conclusion de l'histoire.
Le développeur principal annonce sur Steam le 26 février 2018 que le studio est dissous depuis octobre 2017 à cause de difficultés financières dues aux mauvaises ventes du jeu en accès anticipé. Le 24 mars 2018, la fermeture du site officiel est annoncée. L'annulation du jeu est officiellement annoncée par le développeur principal le 15 novembre 2018 sur Steam, quelque temps après son retrait de la vente.

## Annexe